# Quercus griffithii
Quercus griffithii là một loài thực vật có hoa trong họ Cử. Loài này được Hook.f. & Thomson ex Miq. miêu tả khoa học đầu tiên năm 1864.